# Jerzy Grycz
Jerzy Grycz (ur. 9 stycznia 1855 w Łyżbicach, zm. 31 października 1910) – polski działacz społeczny na Śląsku Cieszyńskim, rolnik i młynarz.
Otrzymał w posagu żony młyn wiejski w Łyżbicach, który prowadził z dużym powodzeniem. Był zaangażowany w działalność polskich organizacji narodowych i społeczno-gospodarczych, m.in. Towarzystwa Oszczędności i Zaliczek w Cieszynie (członek Rady Nadzorczej i Komisji Rewizyjnej) i Towarzystwa Rolniczego Księstwa Cieszyńskiego. Pełnił również funkcję kuratora zboru ewangelickiego. Zmarł wskutek wypadku. Miał trzech synów: Karola (1883–1963), Jana, Jerzego (1892–1986) i cztery córki.